# العلوم والتكنولوجيا في المغرب

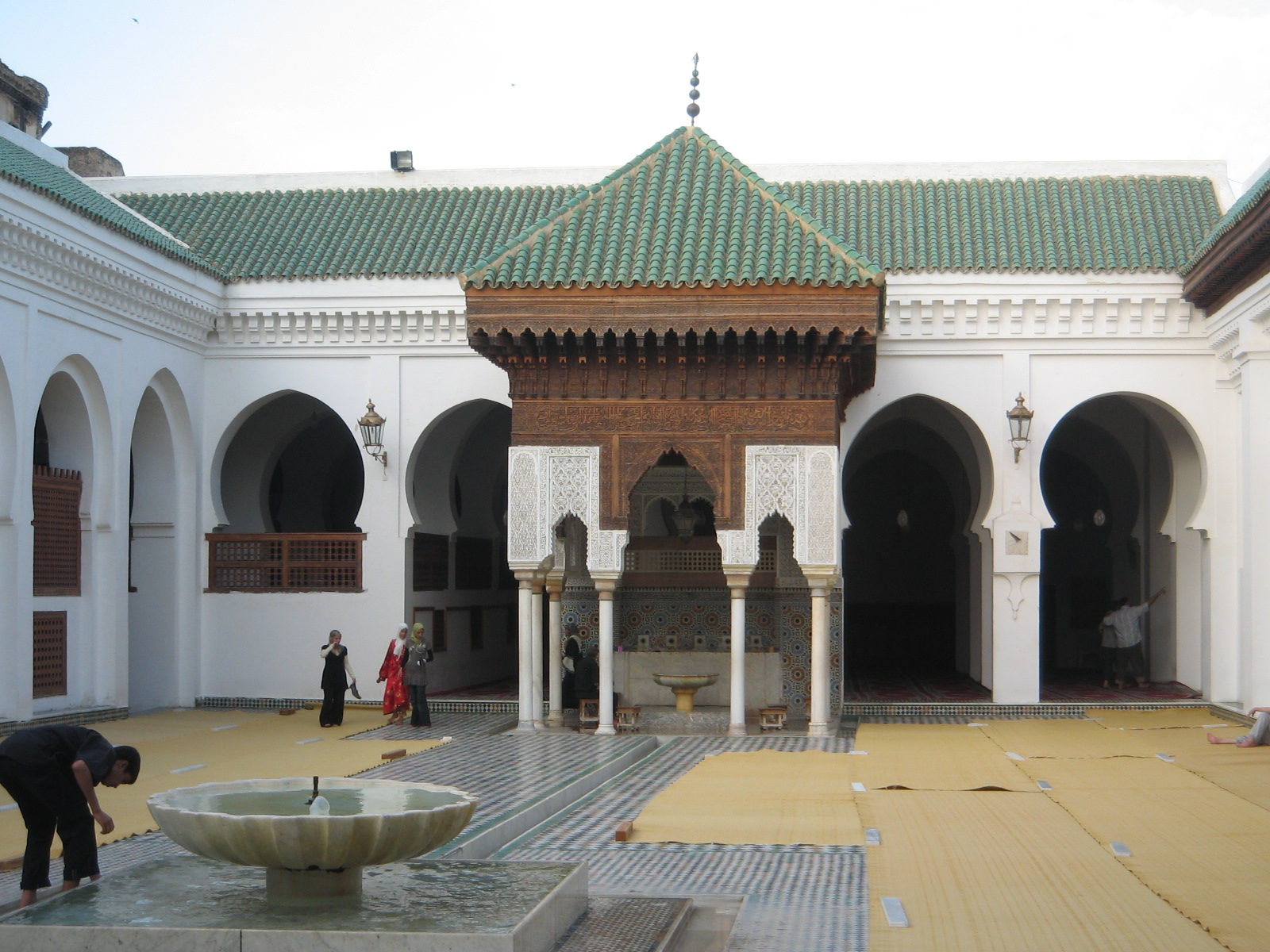
جامعة ومسجد القرويين من الداخل

العلوم والتكنولوجيا في المغرب (بالإنجليزية: Science and technology in Morocco )‏ تطورت إلى حد كبير في السنوات الأخيرة حيث تقوم الحكومة المغربية بتنفيذ إصلاحات لتشجيع البحث العلمي في المملكة. بينما البحث والتطوير لم يكتسب حتى الآن أولوية وطنية في المغرب.
يمتلك المغرب المقومات الرئيسية التي يمكن أن تحول قطاع البحث والتطوير إلى أداة رئيسية في التنمية. الصناعة لا يزال يسيطر عليها القطاع العام وتقوم الجامعات بتوظيف 58% من الباحثين. وقامت المغرب بتقييم نظامها الوطني للبحوث المنفذ بها في عام 2003 وكشفت عن أن البلاد لديها إمدادات جيدة من الموارد البشرية المدربة جيدا ذات جودة عالية وأن بعض المختبرات ذات جودة عالية جداً. ولكن الفجوة الأكبر في تلك المرحلة من الوقت تكمن في الربط بين البحوث والابتكار.
حلّ المغرب في المرتبة 70 في مؤشر الابتكار العالمي لسنة 2023 وتقدم للمركز 66 في مؤشر عام 2024.

زادت المؤهلات التعليمية للباحثين المغاربة زيادة كبيرة منذ أوائل التسعينات. وتعتبر جامعة القرويين هي أقدم جامعة في العالم لا زالت عاملة إلى الآن بدون انقطاع وأول مؤسسة علمية اخترعت الكراسي العلمية المتخصصة والدرجات العلمية في العالم بحسب منظمة اليونسكو وموسوعة غينيس للأرقام القياسية.

## السياسة الوطنية
النظام الوطني للبحث العلمي والتقني في المغرب يسترشد بعناصر مختلفة مثل تصريحات الملك وتقارير اللجان الخاصة والخطط الخمسية وإنشاء برنامج خاص لدعم البحوث. في حين أن الإنفاق على التعليم حتى الآن مرتفع نسبيا 5 % من الناتج المحلي الإجمالي، ونسبة 24% من الإنفاق الحكومي في السنوات الأربعة الأخيرة. وكان التغيير بطيئا في البداية حتى انطلق مع مع المبادرة الملكية «عقد التعليم» في المغرب في عام 1999 مع نشر «الميثاق الوطني» للتعليم والتدريب ووضع خارطة طريق لإصلاح القطاع. نتيجة لذلك تم محو الأمية لشريحة كبيرة من الرجال الذين تتراوح أعمارهم بين 15-24 قد ارتفع من 84% في عام 1990 إلى 87% في عام 2008، وفقا للبنك الدولي وفي حين أن النسبة المئوية لجميع الطلاب إكمال المدرسة الابتدائية ارتفع من 82% إلى 87%مقارنة بنفس الفترة.
أكدت الحكومة المغربية في الخطة الخمسية للفترة بين 2000-2004 على صياغة البنود ذات الأولوية للبحوث. وكانت الأهداف المعلنة لهذه الخطة محاذاة البحث والتطوير مع أولويات التنمية الاجتماعية والاقتصادية. قطاعات أعلنت كمجالات ذات أولوية: الزراعة ومصائد الأسماك ومياه الشرب والجيولوجيا والتعدين والطاقة والبيئة وتكنولوجيات المعلومات والاتصالات السلكية واللاسلكية والنقل. هذا النهج سلط الضوء على الحاجة إلى التنسيق المؤسسي الفعال التي تمكن الأطراف المختلفة من العمل معا حول الأهداف الاقتصادية والاجتماعية ذات الأولوية المشتركة. في عام 2002، تم تدريب 89% من الباحثين حيث تم تدريب مجموعة تتكون من 542 باحث في معهد الموارد الطبيعية بافريقيا ومعهد الحسن الثاني والمدرسة الوطنية للإدارة الدراسات العلياحيث حصل 34% منهم على درجة الدكتوراه.
وفي عام 2009 أعلنت المغرب عن دعم جديد للبحوث العلمية بما في ذلك تعزيز البنية التحتية العلمية ومنح الجامعات المزيد من السلطة كجزء من برنامج دعم التعليم في حالات الطوارئ الوطنية.وفي نفس العام وقعت الحكومة المغربية اتفاقات جديدة لتحسين جودة الجامعات في المغرب بقيمة 1.1 مليار يورو هذا الاستثمار الإضافي يأتي على حسب عدد الطلاب في مجالات الهندسة والعلوم ومن المتوقع أن يتضاعف بحلول عام 2012 جنبا إلى جنب مع عدد الطلاب الذي يجتاز امتحان البكالوريا بعد المدرسة الثانوية، بالإضافة إلى ذلك يسعى المغرب إلى بجهد لتلبية الأهداف الإنمائية للألفية بحلول عام 2015. وسوف يتراوح المشروع بين توظيف مجموعة جديدة من المحاضرين إضافة إلى رفع أوراق اعتماد التدريس لتوسيع البنية التحتية العامة. قد استهدفت الحكومة اعتماد 92% من الجامعات على المؤسسات البحثية بحلول عام 2012، مقارنة بنسبة 69 % في عام 2008.

### مشروع تكنوبوليس
في عام 2005 أطلق العاهل المغربى تكنوبوليس الرباط  بهدف خلق من 12,000 إلى 15,000 من الوظائف الراقية بحلول عام 2016. أنجزت المرحلة الأولى في عام 2006. بعمل واحة علوم الهندسة المتميزة ذات التكنولوجيا الفائقة حيث الكليات وتوفر مساحات للبحث والتطوير والعديد من الشركات قد بدأت تعمل في الحديقة بما في ذلك نيموتيك تكنولوجي وشركة ألكاتل-لوسنت والعديد من الشركات الأخرى. وفي 2009 بدأت تكنوبوليس وجدة في البناء في المرحلة الأولى على أن يكتمل في عام 2011. تكنوبوليس يتضمن أربعة عناصر رئيسية: «النظيفة» الحديقة الصناعية واللوجستية ومركز خدمات (الخروج من المساندة والخدمات) وهي منصة تجارية (حيث أماكن البيع بالتجزئة وصالات العرض)، ومجمع تدريب. ومن المتوقع خلق فرص عمل 20,000 المشروع.
وقد بدأت ست دول فقط في أفريقيا (المغرب ومصر والسنغال ومدغشقر وتونس وجنوب أفريقيا) برامج واحات التكنولوجيا باعتبارها إستراتيجية متكاملة للتنمية المستدامة.

## بحوث الصناعة

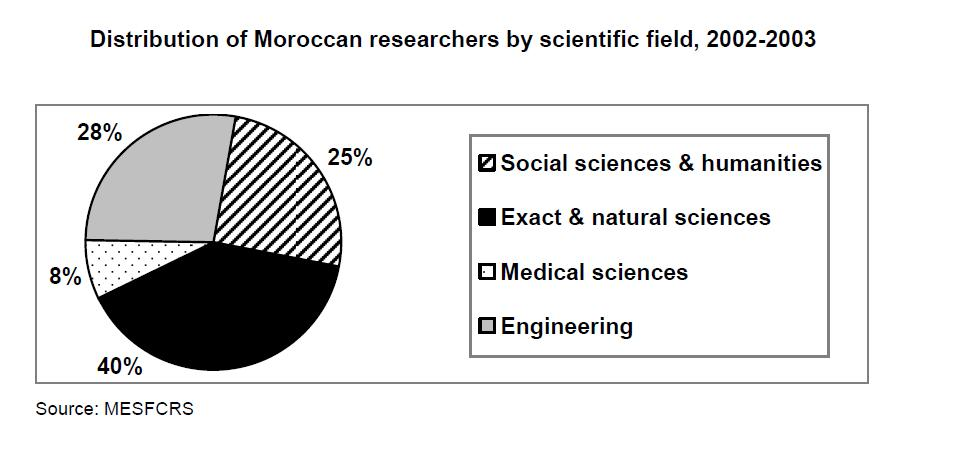
لمحة عامة عن الباحثين المغاربة حسب المجال العلمي.

القطاع الخاص هو لاعب أقل نشاطا في النشاط البحثي في المغرب. مؤسسة ريمينيكس هي التي تقوم بأداء البحوث الأكثر بروزا في القطاع الخاص وهي شركة تابعة أومنيوم شمال إفريقيا وهي أكبر مجموعة تعدين مملوكة للقطاع الخاص في المغرب. نيموتيك تكنولوجي أيضا لاعب كبير في القطاع خاص. وأحدث الأرقام المتاحة عن عدد موظفي البحوث في المغرب تلك التي توفرها وزارة التربية الوطنية والتعليم العالي، والتدريب المهني والبحث العلمي في تقريرها السنوي عام 2002-2003. ووفقا لهذا التقرير، أن المغرب لديه 390.17 من موظفي البحوث والأغلبية بنسبة (58%) كانوا يعملون في القطاع الجامعي. وأرقام الأبحاث الزراعية الإجمالية في المغرب زادت تدريجيا طوال الثمانينات والتسعينات، في حين أن مجموع نفقات البحث والتطوير الزراعية كانت متقلبة إلى حد ما طريقة متقطعة.

## المؤسسات

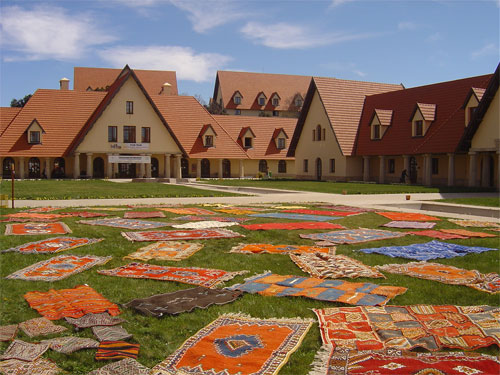
جامعة الأخوين، إفران

وتشمل المؤسسات البحثية في المغرب المعهد العلمي التي تأسس في عام 1920 في الرباط، والذي يركزعلى البحوث الأساسية في العلوم الطبيعية  والمعهد العلمي في الصيد البحري، الذي تأسس في عام 1947 في الدار البيضاء، الذي يدرس علم المحيطات وعلم الأحياء البحرية والمواضيع ذات الصلة لتطوير صناعة صيد الأسماك. ويوجد تسعة جامعات وكليات تمنح درجات علمية في العلوم الأساسية والتطبيقية. وفي 1987-1997، بلغت نسبة طلاب العلوم والهندسة 41٪ من الكليات والجامعات في إطار مبادرة عام 2009 من قبل الحكومة المغربية ستبذل الجامعات المستقلة ماليا عن الحكومة لجعلها أكثر استجابة لاحتياجات البحث وأفضل قدرة على إقامة روابط مع القطاع الخاص. وتم توقيع 17 اتفاقا لتطوير الجامعات المغربية وذلك كجزء من برنامج 2009-2012 الطوارئ والتي تهدف إلى إصلاح النظام التعليمي المتداعي في البلاد وتعزيز ثقافة ريادة الأعمال وروح المبادرة في المجتمع الأكاديمي.
جامعة القرويين هي جامعة تقع في مدينة فاس وتأسست في عام 859م وكذلك المدارس الدينية والجامعة هي واحدة من أبرز المراكز الروحية والتربوية في العالم الإسلامي. وجامعة الأخوين التي تأسست في 25 يوليوز 1992 في إفران على يد الملك الحسن الثاني الذي أراد إنشاء ملتقى للحضارات ومركز علمي يستقطب طلبة وباحثين من مختلف أنحاء العالم.

## التعاون الدولي
خطة العلوم والتكنولوجيا بالتعاون بين المغرب والولايات المتحدة وقعت في عام 2006 في الرباط ويشجع على تبادل الأفكار المبتكرة العلمية والمعلومات والمعارف والمهارات والتقنيات وتدريب الخبراء التقنيين. كما أنه يساعد في المشاريع والمؤتمرات وورش العمل العلمية والتكنولوجية المشتركة.
وبصرف النظر عن الاتفاق مع الولايات المتحدة. ويعقد المغرب مجموعة من الاتفاقيات مع جارتها الإقليمية تونس والدول المتشاركة معها بالتراث التاريخي مثل (فرنسا وبلجيكا واسبانيا).وتلقى العديد من العلماء المغاربة التدريب في فرنسا أو يؤدون البحوث بالتعاون مع العلماء الفرنسيين. وفي عام 2009 اتفقت المغرب وكوريا الجنوبية على تعزيز التعاون في مجال تكنولوجيا المعلومات والاتصالات وتعزيز التعاون في مجال أمن الإنترنت. وقع المغرب أيضا على اتفاقية للتعاون العلمي والتقني مع تركيا.
في يونيو 2009 بدأت بعثة علمية من ناسا وتتضمن ستة خبراء مغاربة زيارة للمغرب بهدف إدماج الباحثين المغاربة في مبادرة تغير المناخ العالمي «الطقس الفضائي».

## روابط خارجية
الموقع الإلكتروني للمجتمع العلمي المغربي
مجلة «المغرب العلمي»